# 葉爾基
葉爾基（羅馬化：Yerky）是位於烏克蘭中部的镇，由切爾卡瑟州裡茲韋尼霍羅德卡區的葉爾基市鎮負責管轄，並為該市鎮的行政中心。該鎮始建於1877年，面積34.99平方公里，海拔高度126米，2017年人口3,947，人口密度每平方公里112.8人。